# Statsrådet och döden
Statsrådet och döden, utgiven 1968, är den första i en serie kriminalromaner av Bo Balderson (pseudonym). Ett svenskt statsråd, i boken endast kallad "Statsrådet", far till fjorton barn, ägnar sig åt att lösa mordmysterier med ofrivillig hjälp av sin svåger, adjunkt Vilhelm Persson.

## Handling
Romanen utspelar sig bland Statsrådets sommargrannar på den fiktiva ön Lindö i Stockholms skärgård där Statsrådets sommarställe Villa Björkero ligger. Två av grannarna blir mördade och mördaren verkar finnas i den närmaste kretsen. Statsrådet företar en rad visiter hos sina grannar, åtföljd av en motsträvig och ofta generad svåger, i syfte att lösa fallet. Polisens utredning pågår parallellt.

## Mottagande
Statsrådet och döden anses vara en av de bästa i Baldersons bokserie, kanske den allra bästa. Boken fick ett gott mottagande och trycktes om i åtskilliga upplagor. Den är en sofistikerad pusseldeckare. Balderson anser själv att Statsrådet och döden är hans bästa bok:
| ”                                                              | Där gör jag nog något som ansetts omöjligt i en pusseldeckare. Jag visar hur mördaren bryts ner av sin gärning – i en lång monolog bekänner han sitt brott. Vi hör det, men förstår det inte. Läsaren ser också hur han gör ett första försök att döda sitt offer – vi ser det, men förstår det inte. Och med 32 andra ledtrådar visar jag vem mördaren är. Ändå kan mycket få läsare peka ut honom och lösa gåtan, innan statsrådet gör det. | „ |
| – Intervju med Balderson i Svenska Dagbladet 21 september 2008 | |   |

| ”                                                                              | Jag har haft mycket roligt åt boken. Jag har rekommenderat den till alla människor. Jag måste läsa om den. | „ |
| – Sveriges dåvarande statsminister Tage Erlander i tidskriften Veckojournalen. | |   |

## Rollgalleri
- Statsrådet, inrikesminister
- Vilhelm Persson, Statsrådets svåger, adjunkt, berättare
- Margareta, Statsrådets maka, Vilhelms yngre syster
- Beata Gyllenstedt, änka efter nobelpristagare Gyllenstedt (litteratur)
- Barbro Bylind, systerdotter till Beata, lärare
- Magnus Cederberg, landshövding
- Signe Cederberg, Magnus' maka
- Krister Hammarström, professor, överläkare
- Stellan Lindén, konstnär
- Hugo Mattsson, justitieråd med märkligt dass
- Eva Ydberg, sjukgymnast, frånskild
- Benny Pettersson, poliskommissarie, tidigare elev till adjunkt Persson

## TV-film
1976 gjordes en TV-film i Danmark; Ministeren og døden, med Ove Verner Hansen i rollen som Statsrådet och Paul Hagen som adjunkten.